# 336
Het jaar 336 is het 36e jaar in de 4e eeuw volgens de christelijke jaartelling.

## Gebeurtenissen

### Italië
- Paus Marcus laat in Rome de Basiliek van San Marco bouwen.

### Klein-Azië
- Arius sterft in Constantinopel, net voordat hij opnieuw gewijd wordt.

## Overleden
- Arius, theoloog en stichter van het arianisme (waarschijnlijke datum)
- 7 oktober - Marcus, paus van de Katholieke Kerk